# Pale (Band)
Pale ist eine Band aus Aachen, die von 1993 bis 2009 aktiv war und 2022 neue Musik veröffentlichte. Sie ordnet sich als Indie- bzw. Pop-Band ein.

Pale (2006)

## Geschichte
Gegründet wurde Pale von Holger Kochs, Christian Dang-anh und Stephan Kochs im September 1993. Kurz danach stieß auch mit Philipp Breuer der erste Bassist der Bandgeschichte dazu. Im Sommer 1994 nahmen die vier ihre erste CD mit dem Titel Krusty Tag E.P. auf und veröffentlichten diese auf ihrem eigenen Label „Soda Records“.
Nach einigen positiven Reaktionen von Seiten der Presse nahmen sie Ende 1994 noch ein paar weitere Songs auf und veröffentlichten diese zusammen mit der ersten Session unter dem Titel Swear Jar.
Nach erster Aufmerksamkeit entschloss sich Philipp Breuer die Band wegen seines Studiums zu verlassen.
Nach etlichen Wochen ohne Bassisten wurde Jürgen „Hilly“ Hilgers verpflichtet, der auch auf der dritten CD Drop Pants for Food mitspielt.
Danach folgte eine Pause von drei Jahren, bevor mit Another Smart Move ein weiteres Album veröffentlicht wurde. Die Vinyl-Version wurde auf dem – sich damals gerade formierenden – Kölner Label Defiance Records herausgebracht. Pale spielten daraufhin ein Konzert und Festival nach dem anderen, tourten durch Spanien, England und die Benelux-Länder und erlangten schließlich eine gewisse Bekanntheit in der europäischen Underground-Szene.
Der Durchbruch auf nationaler und internationaler Ebene gelang ihnen dann im Folgejahr mit dem Album Razzmatazz (The Arts at the Sands). Dieses wurde in mehreren Musikzeitschriften zum Album des Monats gekürt und ist ein in sich geschlossenes Konzeptalbum im Stile von The Whos Quadrophenia. Erzählt wird die Geschichte eines jungen Mannes, der nach einiger Zeit im Ausland in seine Heimatstadt zurückkehrt und alles verändert vorfindet. Nur seine Liebe zur Soul-Musik der Sechziger und zu einem Mädchen namens Anna bringt ihn wieder dazu, einen Platz in der veränderten Heimat zu finden.
Pale spielten im Laufe des Jahres insgesamt 110 Konzerte, und das Visions Musikmagazin wählte das Album zu einem der 50 wichtigsten Platten des Jahres.
Im Jahre 2002 wurde das bisher erfolgreichste Album How to Survive Chance aufgenommen und im August desselben Jahres veröffentlicht. Pale gelang es, den Erfolg des Vorgängers noch einmal zu übertreffen, und die CD landete auf vielen Bestenlisten des Jahres. Schließlich wurde sie dann auch in den USA, Japan und England herausgebracht.
Pale wechselten im Januar 2006 zum Label Grand Hotel van Cleef, dem Hauslabel von Kettcar und Tomte. Im September desselben Jahres erschien dort das neue Album Brother, Sister, Bores!.
Am Ende ihres Auftrittes bei Rheinkultur 2007 gab Sänger Holger Kochs bekannt, dass Bassist Jürgen Hilgers und Keyboarder Jonas Gervink die Band nach diesem Konzert verlassen werden. Auf der Website ihres Labels Grand Hotel van Cleef gab Pale 2009 bekannt, dass sie sich nach vier Abschlusskonzerten im Mai 2009 auflösen werden. Zum Immergut Festival spielte die Band ihr letztes Konzert, zu dem auch Keyboarder Jonas Gervink wieder komplett mitspielte und Jürgen Hilgers kurz den Bass übernahm.
Im Mai 2021 gab die Band bekannt, dass Dang-anh an einem Hirntumor verstorben sei.
Über ihre Social-Media-Kanäle und ihr Label Grand Hotel van Cleef, gaben PALE im September 2022 bekannt, dass 10 Jahre nach ihrem letzten gemeinsamen Auftritt ein weiteres Album zum Ende des Jahres erscheinen wird. Während Stephan Kochs aus gesundheitlichen Gründen auf ein Mitwirken verzichten musste, sind einige Aufnahmen noch zusammen mit Dang-anh vor dessen Tod aufgezeichnet worden. Die Single-Auskopplungen des Albums „Bigger Than Life“ sowie „Man of 20 Lives“ erschienen am 15. September 2022.

## Diskografie
- 1994: Krusty Tag E.P. (Soda Records)
- 1994: Swear Jar (Soda Records)
- 1996: Drop Pants for Food (Soda Records)
- 1999: Another Smart Move (Soda Records / Defiance Records)
- 2001: Razzmatazz (The Arts at the Sands) (Defiance Records)
- 2002: How to Survive Chance (Defiance Records)
- 2006: Brother, Sister, Bores! (Grand Hotel van Cleef)
- 2022: The Night, The Dawn And What Remains (Grand Hotel van Cleef)
- 2023: Bigger Than Life (Grand Hotel van Cleef)